# École supérieure de gestion et d'administration des entreprises
L'école supérieure de gestion et d’administration des entreprises, en sigle Esgae, est une université privée de la République du Congo créée en 1993. 
Elle se situe à Brazzaville. Elle a pour principale mission, la formation des hauts cadres en science de gestion et management. Elle est aussi le premier établissement privé de la république du Congo à recevoir l’accréditation du  Conseil africain et malgache pour l’enseignement supérieur.

## Historique
À la suite de la conférence nationale souveraine de 1992, ayant donné naissance à la démocratie et au multipartisme, il est désormais possible d’entreprendre librement au Congo. C’est dans cet élan, que le professeur Roger Armand Makany crée en 1993, l’école supérieure de gestion et d’administration des entreprises.
L’établissement sera régi, durant la période de 1993 à 1998, par plusieurs agréments provisoires du ministère de l’enseignement supérieur du Congo, avant d’être agrée définitivement par l’État congolais en 2015. 
En 2017, l’école supérieure de gestion et d’administration des entreprises devient également le premier établissement privé de la république du Congo à recevoir l’accréditation du Conseil africain et malgache pour l’enseignement supérieur,.

## Organisation
L’école supérieure de gestion et d’administration des entreprises est un établissement de type Licence-Master-Doctorat avec des formations dans le domaine des sciences de gestion, le secrétariat et la programmation informatique. 
L’établissement délivre au total 16 diplômes parmi lesquels la Licence professionnelle en Administration des entreprises ou systèmes informatiques et réseaux ; le master professionnel dans quatre domaines : le management des finances, Management des petites et moyennes entreprises et prospective stratégique, management des ressources humaines, management commercial,.

## Classements internationaux
L’école supérieure de gestion et d’administration des entreprises est classée parmi les 1000 meilleures universités du monde selon Eduniversal.